# رنگینک‌های پرشی
رنگینک‌های پرشی (نام علمی: Corapipo) نام یک سرده از تیره رنگینک است.